# Mordbrännerskan
Mordbrännerskan är en svensk dramafilm från 1926 i regi av John Lindlöf. 

## Om filmen
Filmen premiärvisades 11 oktober 1926. Den spelades in i Filmstaden Råsunda med exteriörer från Sigtuna, Djurgården och Saltsjöbaden av Gustav A. Gustafson. Som förlaga hade man Henning von Melsteds roman Mordbrännerskan som utgavs 1918. Filmen var Birgit Tengroths debutfilm som barnskådespelare. 

## Rollista
- Vera Schmiterlöw – Ragnhild Mo
- Knut Lambert – Gustaf Schultz, advokat, Ragnhilds förmyndare
- Carl Deurell – Anders Berg
- John Westin – Stellan Ståhlfors, pastorns son
- Nils Arehn – Hans Fredrik Örnfeldt, godsägare
- Dagmar Ebbesen – skollärarfrun
- Alfred Lundberg – Ståhlfors, pastor
- Märtha Lindlöf – fru Ståhlfors
- Nils Wahlbom – Torsten Mark, assessor
- Brita Appelgren – Elisabeth Örnfeldt
- Birgit Tengroth – Ella Örnfeldt
- Ida Schylander – Margit, Ragnhilds mor, hushållerska
- Knut Frankman – Anders Bergs kamrat
- Carl Engdahl – kommissarie
- Herman Lantz – skogsarbetare
- John Melin – kavaljer på dansbanan